# KF Laçi
Klubi Futbollit Laçi (KF Laçi) ist ein albanischer Fußballclub aus der Stadt Laç.

## Geschichte
Der Verein wurde 1960 unter dem Namen Industriali Laçi gegründet und trägt seine Heimspiele im Laç-Stadion aus, das für rund 5000 Zuschauer Platz bietet. Der erste Aufstieg in die höchste albanische Spielklasse, die Kategoria Superiore, gelang dem Verein 1992. Nach zwischenzeitlichen Abstiegen bis in die dritte Liga Kategoria e dytë, spielt Laçi seit 2009 erneut in der Kategoria Superiore.

Historisches Logo KF Laçi ab 1997

Als Viertplatzierter der Saison 2009/10 qualifizierte sich KF Laçi erstmals für einen internationalen Wettbewerb, die UEFA Europa League. KF Laçi rückte nach, da KS Besa Kavaja sich zweifach qualifiziert hatte, scheiterte jedoch in der ersten Qualifikationsrunde an Dnjapro Mahiljou aus Belarus.

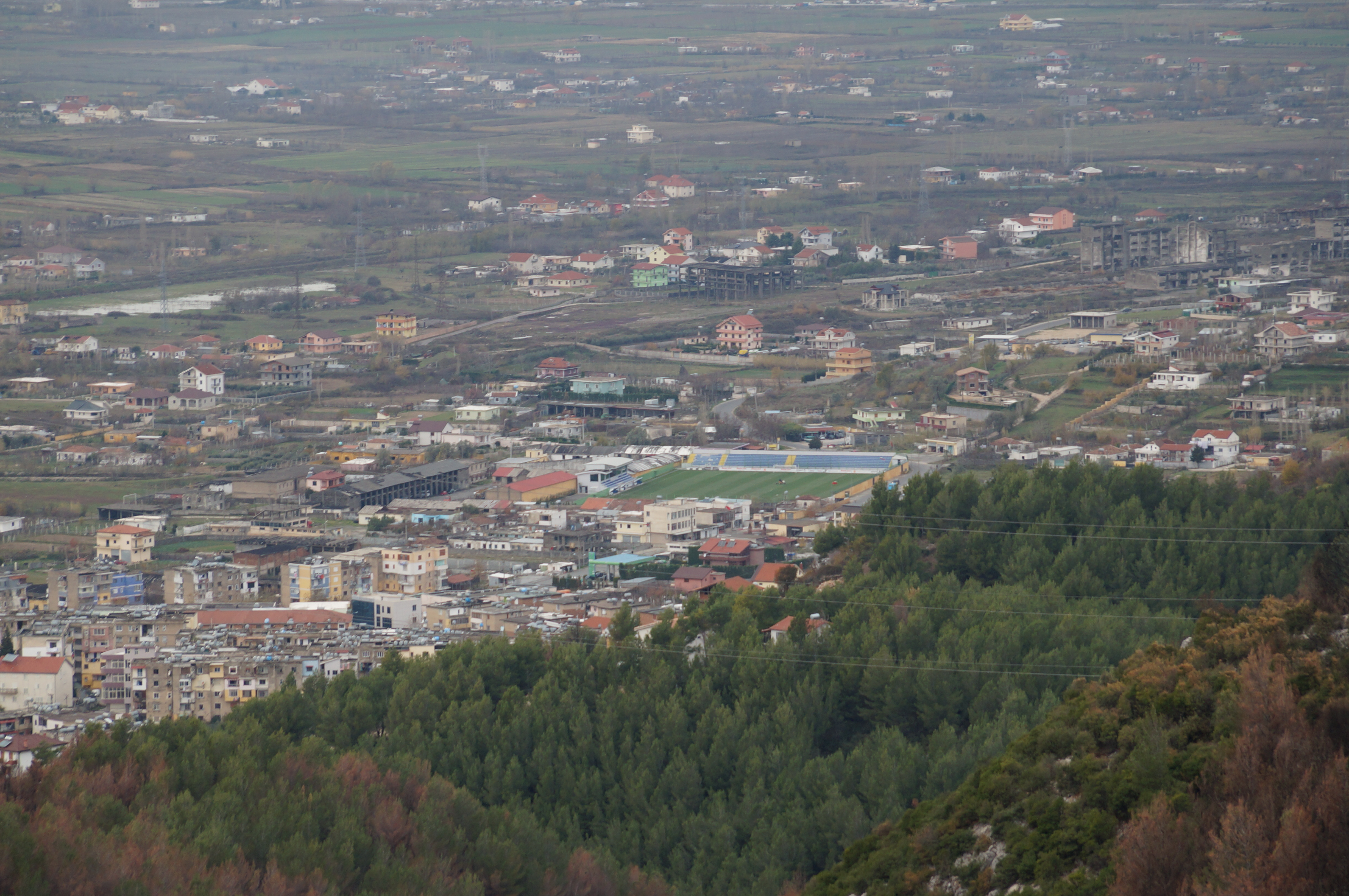
Stadion in Laç

In der Saison 2011/12 wurden dem KF Laçi sechs Punkte wegen Unruhen im Stadion abgezogen. 2013 gewann Laçi mit dem Albanischen Fußballpokal seinen ersten nationalen Titel. 2015 konnte auch der Supercup gewonnen werden, wobei der Gegner wieder Meister KF Skënderbeu Korça war.
Namensänderungen
- 1960 – Klubi Sportiv Industriali Laçi
- 1991 – Klubi Sportiv Laçi
- 1997 – Klubi Futbollit Laçi

## Erfolge
- Albanischer Pokalsieger: 2013, 2015
- Superkupa: 2015

## Europapokalbilanz
| Saison  | Wettbewerb                    | Runde                  | Gegner                   | Gesamt          | Hin     | Rück          |
| ------- | ----------------------------- | ---------------------- | ------------------------ | --------------- | ------- | ------------- |
| 2010/11 | UEFA Europa League            | 1. Qualifikationsrunde | Dnjapro Mahiljou         | 2:8             | 1:1 (H) | 1:7 (A)       |
| 2013/14 | UEFA Europa League            | 1. Qualifikationsrunde | FC Differdingen 03       | 1:3             | 0:1 (H) | 1:2 (A)       |
| 2014/15 | UEFA Europa League            | 1. Qualifikationsrunde | NK Rudar Velenje         | 2:2 (3:2 i. E.) | 1:1 (A) | 1:1 n. V. (H) |
| 2014/15 | UEFA Europa League            | 2. Qualifikationsrunde | Sorja Luhansk            | 1:5             | 0:3 (H) | 1:2 (A)       |
| 2015/16 | UEFA Europa League            | 1. Qualifikationsrunde | İnter Baku               | (a)1:1(a)       | 1:1 (H) | 0:0 (A)       |
| 2018/19 | UEFA Europa League            | 1. Qualifikationsrunde | Anorthosis Famagusta     | (a)2:2(a)       | 1:2 (A) | 1:0 (H)       |
| 2018/19 | UEFA Europa League            | 2. Qualifikationsrunde | Molde FK                 | 0:5             | 0:3 (A) | 0:2 (H)       |
| 2019/20 | UEFA Europa League            | 1. Qualifikationsrunde | Hapoel Be’er Scheva      | 1:2             | 1:1 (H) | 0:1 (A)       |
| 2020/21 | UEFA Europa League            | 1. Qualifikationsrunde | FK Keşlə                 | 0:0 (5:4 i. E.) | 0:0 (A) | 0:0 (A)       |
| 2020/21 | UEFA Europa League            | 2. Qualifikationsrunde | Hapoel Be’er Scheva      | 1:2             | 1:2 (H) | 1:2 (H)       |
| 2021/22 | UEFA Europa Conference League | 1. Qualifikationsrunde | FK Podgorica             | 3:1             | 0:1 (A) | 3:0 n. V. (H) |
| 2021/22 | UEFA Europa Conference League | 2. Qualifikationsrunde | FC Universitatea Craiova | 1:0             | 1:0 (H) | 0:0 (A)       |
| 2021/22 | UEFA Europa Conference League | 3. Qualifikationsrunde | RSC Anderlecht           | 1:5             | 0:3 (H) | 1:2 (A)       |
| 2022/23 | UEFA Europa Conference League | 1. Qualifikationsrunde | FK Iskra Danilovgrad     | 1:0             | 0:0 (H) | 1:0 (A)       |
| 2022/23 | UEFA Europa Conference League | 2. Qualifikationsrunde | Petrocub Hîncești        | 1:4             | 0:0 (A) | 1:4 (H)       |

Gesamtbilanz: 28 Spiele, 4 Siege, 10 Unentschieden, 14 Niederlagen, 18:40 Tore (Tordifferenz −22)
Stand: 28. Juli 2022